# Terčovec
Terčovec (Symphysodon) je rod ryb vyznačující se diskovitým tvarem těla a výrazným zbarvením. Terčovci jsou označováni za „krále akvarijních ryb“, jejich chov a odchov v zajetí však není jednoduchý a vyžadují péči zkušeného akvaristy. Tradičně se popisují dva druhy terčovců, terčovec pravý, S. discus, a Symphysodon aequifasciatus, u kterého se dále rozeznávají tři poddruhy: terčovec zelený (S. aequifasciatus aequifasciatus), terčovec modrý (S. aequifasciatus haraldi) a terčovec hnědý (S. aequifasciatus axelrodi), který je v Česku nejčastěji chovaným terčovcem.

## Popis

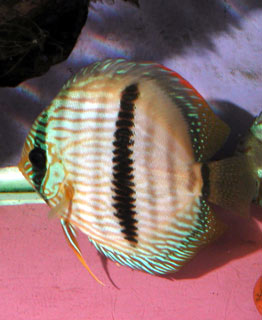
Terčovec pravý

Terčovci jsou nápadní diskovitým tělem, v zajetí dorůstají délky i výšky 18–20 cm. Ocasní ploutev je průhledná, břišní ploutve výrazně protažené. Pohlaví je nerozlišitelné. Základní, divoká forma terčovce pravého je hnědavě zbarvená a má na bocích tři výrazné příčné pruhy, terčovec zelený je rovněž hnědavý, s devíti příčnými pruhy a podélným lesklým vlnkováním modrozelené barvy, terčovec modrý je podobný předchozímu poddruhu, vlnkování je ale kovově modré. Terčovec hnědý se od terčovce zeleného liší nepřítomností vlnkování na bocích a břiše.
V Asii, kde je komerční chov terčovců zvláště rozšířen, byla vyšlechtěna řada mutantních barevných forem terčovců. Red Monk Discus, Red Rose Discus, Red Spotted Leopard Snake, a mnoho dalších. Nové mutace si zachovaly svůj diskovitý tvar, ale barevná škála je opravdu obrovská.

## Původ
Terčovci pocházejí z Jižní Ameriky, z povodí Amazonky.

## Chov

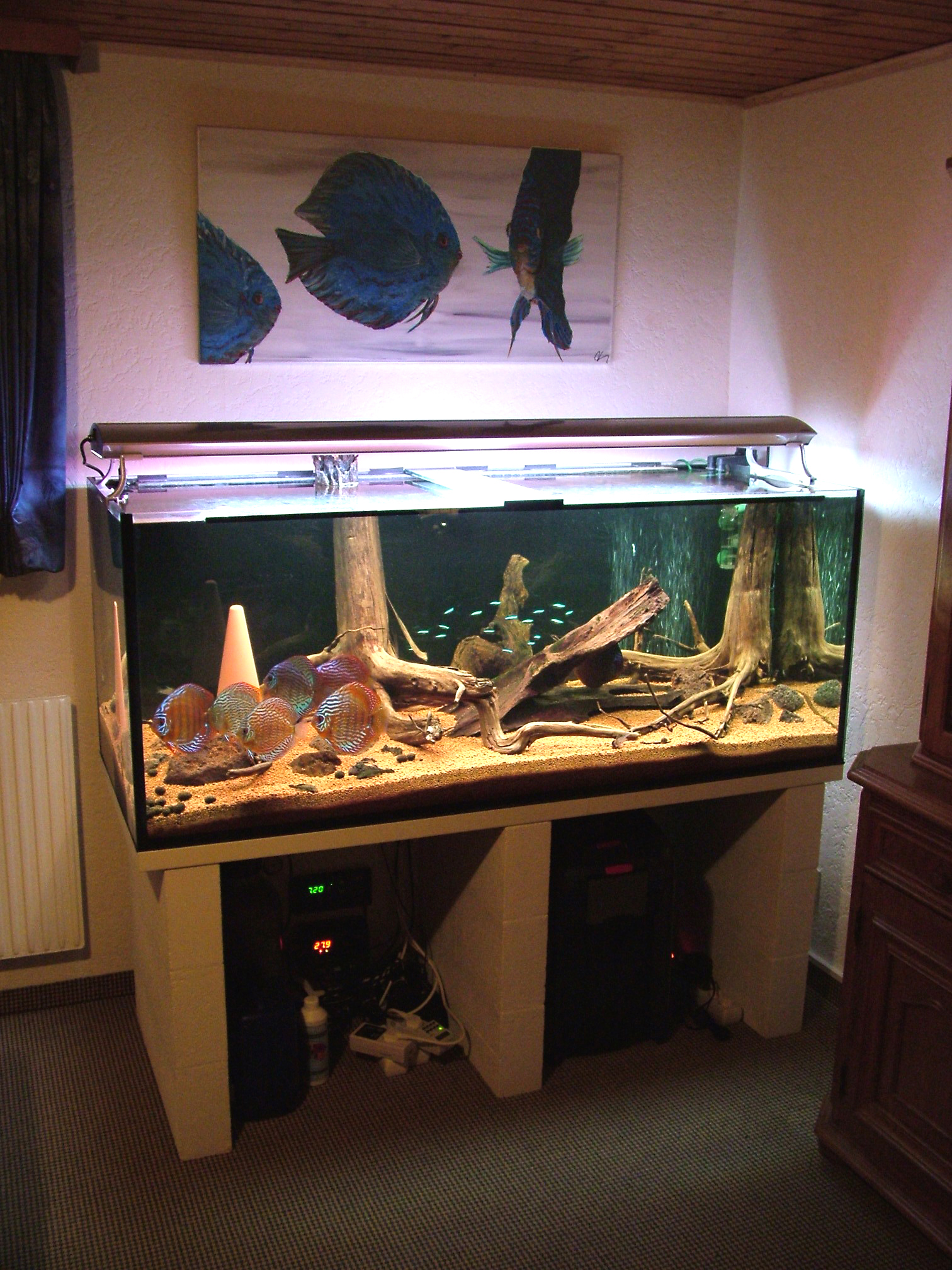
Akvárium s terčovci

Terčovci všech druhů původních i všech mutací by měli být chováni v 6–7členných skupinkách, abychom měli šanci na vytvoření chovných párů. Na jednoho jedince má připadat alespoň 80 litrů vody, na obzvláště velkého jedince až 120 litrů vody.
Nejvhodnější teplota pro chov je 29–30 °C (někdy se udává až 31 °C). Hodnota pH by měla být 6–7. Jednou za týden se vymění 20–25 % objemu nádrže. V nádrži s terčovci by měl být filtr s hodinovým průtokem až 2krát větším než je objem nádrže.
Terčovci musí mít pestrou, kvalitní potravu, přijímají především živou (komáří larvy, artemie, vajíčka garnátů), dokrmují se také hovězím srdcem, hovězím masem a mlži.
Rozeznat pohlaví je u nich velice obtížné. Tření terčovců probíhá na pevný podklad (květináč nebo drenážní trubka). Pár své třecí místo nejprve velice pečlivě očistí svými tlamkami. Při teplotě 28 °C se plůdek líhne okolo 60 hodin. Při vyšší teplotě se doba líhnutí zkracuje. Jiker bývá mezi 100 až 150. Rozplavaný plůdek se živí výlučně kožním sekretem z těla rodičů.
Terčovci jsou ryby velice choulostivé na změnu chemického prostředí. I menší výkyvy teploty nebo kyselosti vody mohou způsobit vážnou chorobu, která může být i nevyléčitelná.